# Astelia menziesiana
Espèce
Classification APG III (2009)
Astelia menziesiana est une espèce végétale de la famille des Asteliaceae. Cette espèce vit dans les îles d'Hawaii. Elle a pour synonyme Funckia menziesiana (Sm.) Kuntze, 1891, appellation non valide.